# STS Group
Die STS Group ist ein Anbieter von Lösungen zur Schall- und Wärmedämpfung im Motor- und Innenraum sowie von Innen- und Außenverkleidungsteilen für Nutzfahrzeuge und PKW. Der Hauptsitz des Unternehmens befindet sich in Hallbergmoos. Zur Gruppe gehören 17 Werke und vier Entwicklungszentren in Frankreich, Italien, Deutschland, Polen, Mexiko, Brasilien und China.

## Geschichte
Die Unternehmensgruppe ging aus dem im Juli 2013 an Mutares veräußerten italienischen Nutz- und Leichtfahrzeuggeschäft des Schweizer Automobilzulieferers Autoneum hervor, das durch Zukäufe schrittweise zur weltweit aktiven STS Group vergrößert wurde. 2018 wurde das Unternehmen in eine Aktiengesellschaft umgewandelt und an die Börse gebracht, wobei Mutares mit 60 % Mehrheitsaktionär blieb.

## Geschäftstätigkeit
Die Gruppe beschäftigte 2019 rund 2450 Mitarbeiter und erwirtschaftete einen Umsatz von 360 Mio. Euro.